# Crioa lignificta
Crioa lignificta là một loài bướm đêm trong họ Noctuidae.